# Aleurodiscus ochraceoflavus
Aleurodiscus ochraceoflavus är en svampart som beskrevs av Lloyd 1923. Aleurodiscus ochraceoflavus ingår i släktet Aleurodiscus och familjen Stereaceae.   Inga underarter finns listade i Catalogue of Life.